# Gurgen Dalibaltayan
Gurgen Harutyun Dallibaltayan (in armeno Գուրգեն Հարությունի Դալիբալթայան) (Ninotsminda, 5 giugno 1926 – Erevan, 1º settembre 2015) è stato un generale armeno.
Era il capo di stato maggiore delle forze armate armene durante la battaglia di Shusha del 1992, un'operazione per catturare la città dall'Azerbaigian. Gli si è attribuito di aver ideato una strategia per assaltare la città fortemente fortificata di Shusha con l'uso di attacchi diversivi contro i villaggi adiacenti per attirare i difensori della città mentre il comandante delle truppe, Arkady Ter-Tatevosyan, circondava la città e tagliava i rinforzi. La sua strategia è generalmente considerata impossibile, o almeno non plausibile, poiché originariamente era in inferiorità numerica. Le tattiche militari generali suggeriscono una forza di tre volte la dimensione del difensore per prendere d'assalto e vincere con successo.

## Primi anni di vita
Dallibaltayan nacque nella città armena di Bogdanovka (l'attuale Ninotsminda, Samtskhe-Javakheti, Georgia), vicino al confine con l'Armenia. Frequentò la Scuola Secondaria di Gorelovka dal 1934 al 1944. Dopo la laurea, trascorse tre anni presso la Scuola di Fanteria di Tbilisi. Dallibaltayan si unì quindi ai ranghi dell'esercito sovietico.

## Carriera militare

### Esercito Sovietico
Dallibaltayan riciprì varie posizioni di comando a Echmiadzin, Erevan, Perekeshkul, Prishib, Kirovabad, Abakan e Rostov sul Don durante il suo servizio nelle forze armate sovietiche. Fu comandante della 242ª divisione di fanteria del distretto militare siberiano dal 1969 al 1975. Al di fuori dell'URSS ,fu Vice Capo di Stato Maggiore dal 1975 al 1980 per il Gruppo delle Forze del Suf a Budapest. Aveva inoltre partecipato a corsi accademici superiori per comandanti presso l'Accademia Militare di Stato Maggiore delle Forze Armate dell'URSS (oggi Russia) nel 1976 e nel 1978. Dallibaltayan ricoprì la sua posizione finale a partire dal 1987 come vice comandante del distretto militare del Caucaso settentrionale per l'addestramento al combattimento a Rostov sul Don. Nel 1991 lasciò le forze armate sovietiche prima della caduta dell'Unione Sovietica.

### Esercito armeno
Le forze armate dell'Armenia, paese di origine di Dalibatayan, si erano subito unite a lui tra i suoi ranghi. Dallibaltayan fu nominato Capo di Stato Maggiore del Comitato di Difesa del Consiglio dei Ministri dell'Armenia nel 1991. Nello stesso anno fu promosso a Capo di Stato Maggiore Generale dell'Armenia e divenne anche il primo Vice Ministro della Difesa dell'Armenia. Dallibaltayan fu uno dei capi dell'esercito armeno durante la prima guerra del Nagorno Karabakh. Fu il comandante delle forze armene per la battaglia di Shusha, con l'assistenza di Arkady Ter-Tadevosyan nella quale gli fu attribuito la strategia militare. Tutti i fattori militari erano a favore dell'esercito azero. Gli azeri avevano un vantaggio in termini di quantità e qualità dell'equipaggiamento militare. Avevano una superiorità numerica e anche un'altura. Grazie alla posizione strategica di Shusha, la città poteva essere facilmente difesa. Pertanto, un attacco diretto da parte delle forze armene non era un'opzione praticabile per Dallibaltayan. Inoltre, secondo le convenzioni e le pratiche militari, affinché l'operazione avesse avuto successo, gli armeni avrebbero dovuto superare in numero gli azeri di almeno 3-4 volte (anche di più se gli attacchi provenivano da un'altura), senza una manodopera disponibile in quel momento. Invece, insieme Dallibaltayan e Ter-Tadevosyan escogitò una strategia per lanciare diversi attacchi diversivi contro i villaggi adiacenti per tirare fuori i difensori di Shusha, mentre le forze armene avrebbero nel frattempo circondato e tagliato la città da ulteriori rinforzi. La cattura fu un successo e si rivelò un punto di svolta nella guerra a favore dell'Armenia. La data in cui Shusha fu catturata, il 9 maggio 1992, è celebrata come Giorno della Vittoria in Armenia, coincidente anche con la fine della Grande Guerra Patriottica durante la Seconda Guerra Mondiale.
Dopo la guerra, lavorò come consigliere del presidente dell'Armenia e ispettore capo militare dal 1993 al 2007. Dal 2007 fu consulente anziano del Ministro della Difesa.

## Vita privata
Era sposato con Shushanik Dallibaltayan (nata Khachatryan) ed ebbe due figli, una figlia Varduhi (nata nel 1952) e un figlio Varazdat (nato nel 1954). Dallibaltayan era cittadino onorario di Erevan. Morì il 1º settembre 2015 all'età di 89 anni.

## Onorificenze
- Ordine della Bandiera rossa
- Ordine della Stella rossa
- Ordine del Servizio alla patria nelle forze armate, 3ª classe
- Ordine della Croce di Combattimento, 1° grado (1998)
- Medaglia "For Meriti alla Patria"
- Medaglia "Per Meriti di Servizio", 1ª classe
- Medaglia "Per Meriti di Servizio", 2ª classe
- Ordine di Nerses Chnorhali
- Ordine della Croce di Combattimento, 1° grado (2000)
- Eroe nazionale dell'Armenia (2021, postumo)